# Camptoloma lyperiiflorum
Camptoloma lyperiiflorum är en flenörtsväxtart som först beskrevs av Wilhelm Vatke, och fick sitt nu gällande namn av O.M. Hilliard. Camptoloma lyperiiflorum ingår i släktet Camptoloma och familjen flenörtsväxter. Inga underarter finns listade i Catalogue of Life.